# Strage di Monaco di Baviera del 2016
La strage di Monaco di Baviera avvenne il 22 luglio 2016 durante una sparatoria nei pressi del centro commerciale Olympia-Einkaufszentrum (OEZ) di Monaco di Baviera in Germania. Il responsabile fu Ali David Sonboly, un cittadino tedesco di origine iraniana di 18 anni che, dopo aver compiuto la strage, si è suicidato.
Rimasero uccise 9 persone oltre all'attentatore e 35 rimasero ferite, il che la rende la seconda strage più grave, avvenuta a Monaco di Baviera, dopo il massacro del 1972.
Sonboly ha iniziato la sparatoria fuori da un McDonald's nei pressi del centro commerciale, per poi proseguire la strage nel centro commerciale stesso.

## Storia

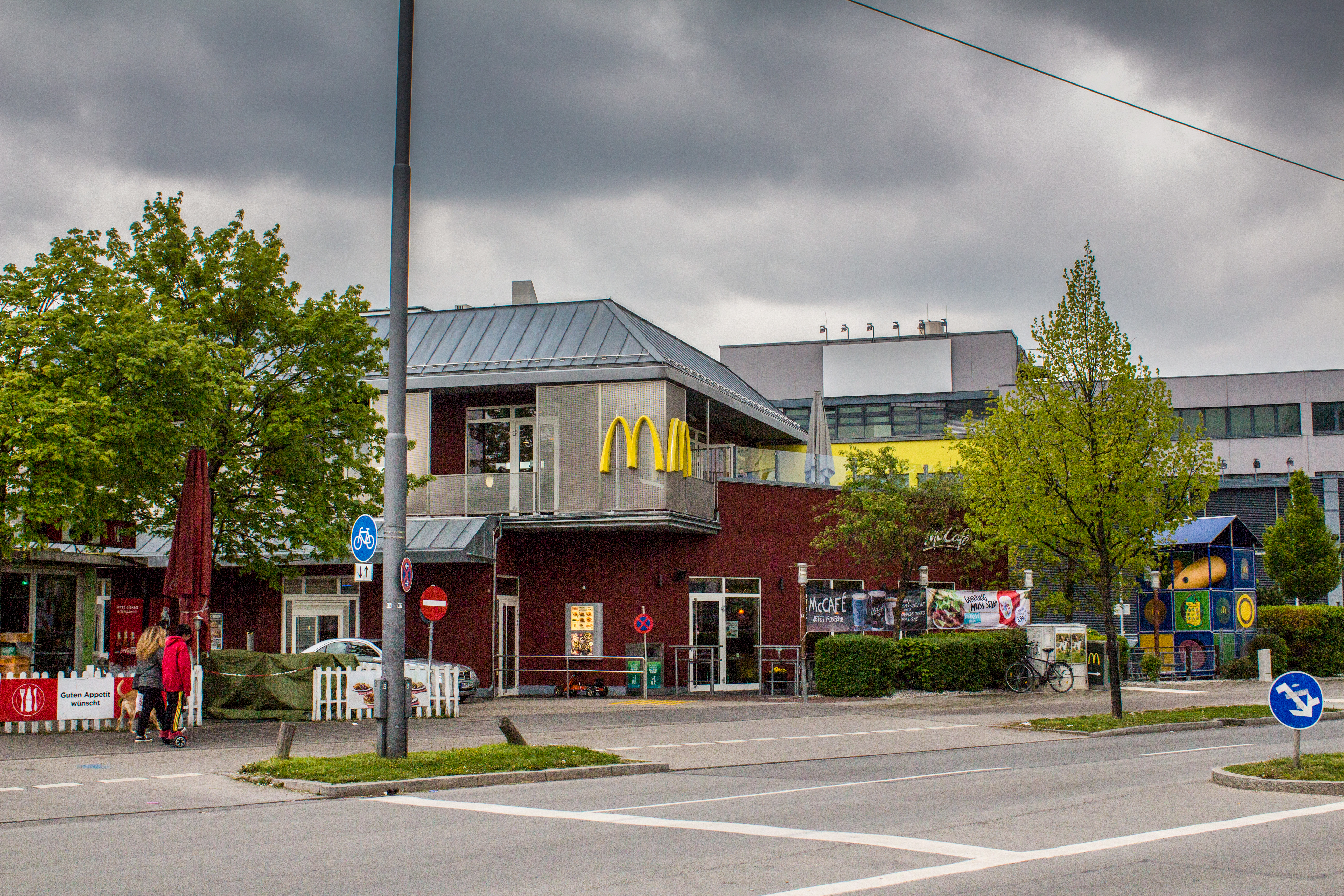
Il McDonald's dove ha avuto inizio la sparatoria.

Intorno alle ore 17:50 (UTC+2), un uomo armato di pistola semiautomatica Glock 17 ha aperto il fuoco su alcuni civili che transitavano sul marciapiede di fronte al McDonald's nei pressi del centro commerciale Olympia, nel distretto di Moosach. Un video condiviso sul web, che riporta l'inizio della sparatoria, mostra l'uomo che apre il fuoco sui passanti.
Successivamente, l'uomo ha deciso di spostarsi all'interno del centro commerciale. In un altro video online, è possibile vedere l'uomo camminare su un tetto, utilizzato come parcheggio, mentre ricarica la pistola e intraprende un'accesa discussione con un uomo affacciato al balcone. Le parole che il killer urla nei confronti dell'uomo sono: "Io sono tedesco" (in tedesco: Ich bin Deutscher) e "sono nato qui" (in tedesco: Ich bin hier geboren).
Qualche minuto dopo è stata segnalata un'altra sparatoria nei pressi di Karlsplatz e le autorità hanno iniziato ad avere sospetti sui possibili killer, credendo ne fossero coinvolti almeno tre. La polizia ha invitato tutti i guidatori a non offrire alcun passaggio a nessuno, per evitare che eventuali altri responsabili fuggissero via. Successivamente le autorità hanno smentito la sparatoria avvenuta a Karlsplatz, dicendo che era stato solo un momento di panico, tra la gente, dopo avere appreso la notizia dell'avvenuta sparatoria a Moosach. La gente di Monaco è stata invitata, dalla polizia di Monaco attraverso un tweet, a non abbandonare le proprie case e di evitare le piazze e i luoghi estremamente affollati, data la situazione d'emergenza che si era venuta a creare.
Sono state dispiegate anche le forze speciali anti-terrorismo tedesche (GSG-9) per riuscire a risolvere la situazione nel minor tempo possibile. Inoltre uno zaino è stato rinvenuto nei pressi del luogo della sparatoria e la polizia ha deciso di analizzarlo attraverso un robot poiché si sospettava di possibili ordigni all'interno dello stesso. Sono stati rinvenuti, invece, trecento proiettili. In seguito le autorità hanno parlato di una situazione di "acuto terrore" e hanno smentito la notizia di altri possibili complici, confermando il coinvolgimento di un solo uomo.
La metropolitana, i tram e i servizi di trasporto pubblico sono stati fermati, data la situazione di emergenza, mentre la stazione centrale di Monaco è stata evacuata completamente e tutte le corse dei treni dirette e in partenza da Monaco sono state cancellate. La Deutsche Bahn AB ha immediatamente provveduto a fornire alcuni treni della compagnia (provenienti da Mammendorf, Starnberg, Geltendorf, Dachau, e Frisinga) per riuscire a riportare a casa i pendolari rimasti bloccati e per fornire alcuni rifugi sicuri ai turisti.
Intorno alle 20:30 (UTC+2) il corpo del responsabile è stato ritrovato a circa un chilometro dal luogo dove è avvenuta la strage. L'uomo dopo essere stato inseguito da due agenti in borghese e avvicinato da questi ultimi ha estratto la pistola e si è suicidato con un colpo alla tempia, così come confermato dal capo della polizia di Monaco, Hubertus Andrae.

## L'attentatore: Ali David Sonboly
Autore del gesto è stato Ali David Sonboly, diciottenne figlio di due immigrati iraniani, con doppia cittadinanza tedesca e iraniana. Il giovane, secondo quanto rivelato dal procuratore che seguiva le indagini, era in cura farmacologica in quanto sofferente di una forma di depressione, e negli ultimi tempi era particolarmente attratto dalle sparatorie scolastiche commesse in diversi luoghi di istruzione statunitensi e tedeschi (tra cui il massacro di Winnenden del 2009) e soprattutto dagli attentati avvenuti nel luglio del 2011 in Norvegia ad opera dell'estremista di destra Anders Breivik: l'azione stessa compiuta da Sonboly è avvenuta nel quinto anniversario di quegli attentati. Secondo il capo della polizia di Monaco, Hubertus Andrä, la strage è stata "una classica sparatoria" e non un atto di terrorismo: data la mancanza di un chiaro movente politico, gli inquirenti hanno preferito parlare di amok ("furia omicida") piuttosto che di terrorismo.
La polizia di Monaco ha confermato che il giovane era stato vittima di bullismo da parte di alcuni compagni di classe e che nel 2015 era stato ricoverato per delle profonde difficoltà relazionali e problemi di sociopatia, iniziando a sviluppare anche per questo motivo idee razziste, che l'avrebbero portato vicino a posizioni politiche di estrema destra: avrebbe considerato un onore essere nato lo stesso giorno di Adolf Hitler e, in quanto di origini iraniane, si sarebbe considerato un ariano puro (al contrario degli altri immigrati mediorientali). Nelle indagini seguite alla strage la polizia tuttavia non sembra aver individuato contatti tra Sonboly e gruppi organizzati di destra.
Secondo quanto riferito da Thomas Steinkraus, il procuratore capo della polizia di Monaco, Sonboly ha cercato di attirare quanta più gente possibile con la scusa di offrire del cibo gratis alle persone che si fossero presentate al McDonald's, attraverso un messaggio postato su Facebook. Il Daily Mail ha, infatti, pubblicato il finto messaggio (scritto dal profilo Facebook di Selina Akim, utenza poi rivelatasi falsa) all'interno del quale veniva scritto: "Venite oggi alle 16:00 da Meggi (McDonald's, ndr) all'OEZ. Posso comprarvi qualcosa se volete, ma niente di troppo caro".
Per quanto riguarda l'arma utilizzata durante la strage, Sonboly l'aveva acquistata (da un sedicenne di origini afghane) all'interno di una darknet e gli venne consegnata nel maggio del 2016 a Marburgo. Le munizioni, invece, gli vennero vendute pochi giorni prima dell'attacco. La polizia ha arrestato il trafficante di armi, il quale ha confermato di essere un amico del killer e di averlo conosciuto nel reparto psichiatrico di Harlaching (quartiere di Monaco di Baviera).

## Vittime
In totale vi sono state 10 vittime, tra le quali vi è anche l'attentatore, mentre sono 35 le persone rimaste ferite nella sparatoria. Tra i civili rimasti uccisi nella strage vi sono tre donne e sei uomini.
| Nazionalità | Morti |
| ----------- | ----- |
| Turchia     | 3     |
| Germania    | 2     |
| Kosovo      | 2     |
| Grecia      | 1     |
| Ungheria    | 1     |
| Totale      | 9     |

## Reazioni

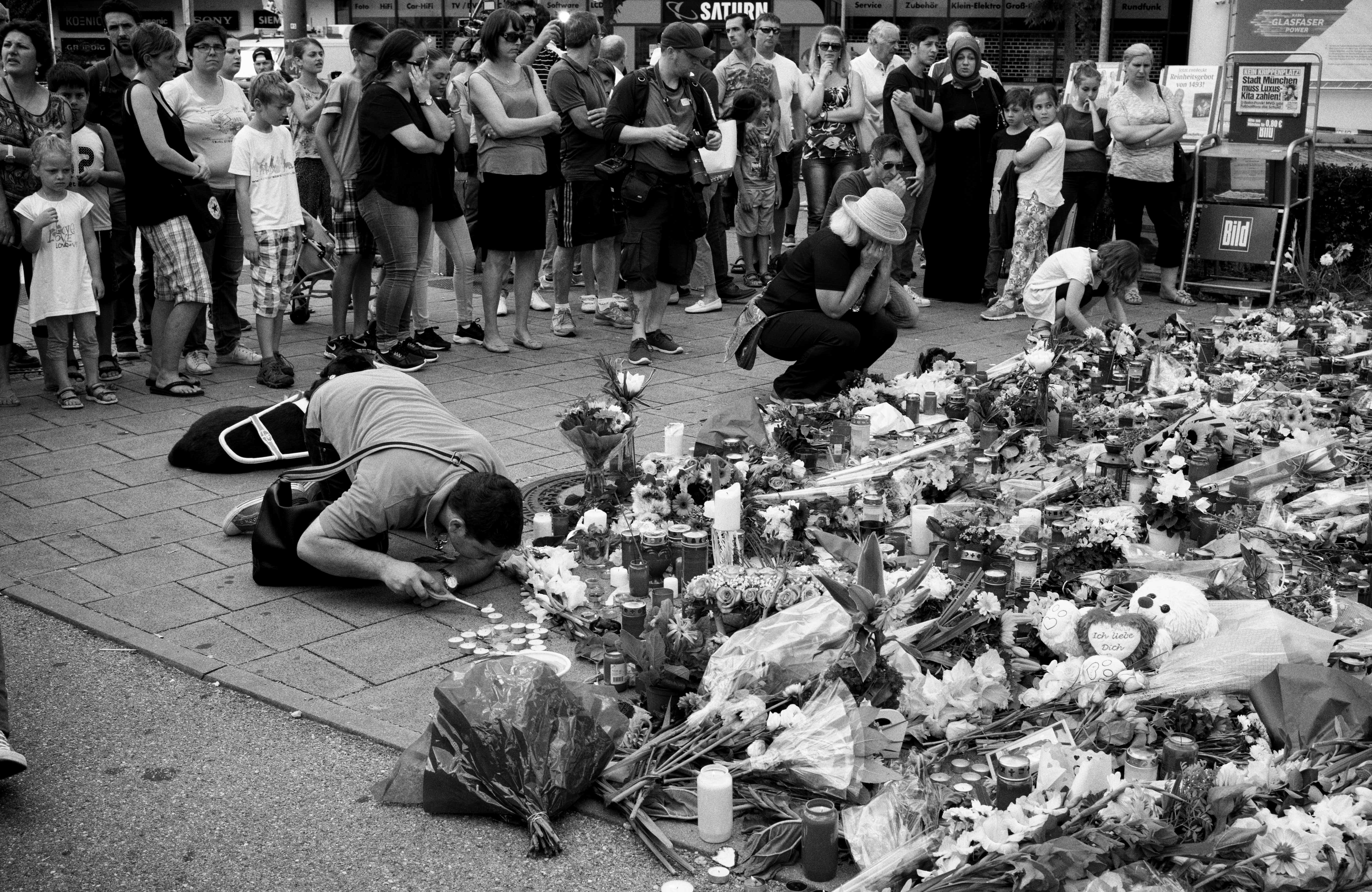
Memoriale in onore delle vittime della strage

Il ministero degli affari esteri iraniano ha condannato espressamente l'accaduto ed il portavoce del ministro, Bahram Ghassemi, ha espresso condoglianze al governo tedesco, dichiarando la sua posizione favorevole alla "lotta totale contro il terrorismo".
Donald Trump ha definito la strage come un "orribile attacco", scrivendo sul suo profilo Facebook: "Tutto ciò non può continuare: l’avanzata del terrorismo minaccia lo stile di vita di tutti i popoli civilizzati. Dobbiamo fare ogni cosa in nostro potere per fermarla".
Barack Obama e François Hollande hanno espresso la loro vicinanza ai familiari delle vittime della strage.
Matteo Renzi ha espresso la sua vicinanza al popolo tedesco ed ai familiari delle vittime.
Altri messaggi e dichiarazioni di solidarietà sono stati espressi dal ministro degli Esteri inglese Boris Johnson e dall'Unione Europea.
Inizialmente i media avevano incluso l'azione nella scia degli attentati terroristici rivendicati dal cosiddetto Stato Islamico avvenuti in Francia e Germania nello stesso periodo, ma questa tesi è stata scartata dalle indagini già dopo poche ore. È stato comunque ipotizzato che l'uso della violenza in questo tipo di attentati e la successiva elevata diffusione mediatica delle notizie relative a questi, possano creare un effetto emulatorio anche tra chi non ha legami con il terrorismo islamista, spingendo persone, come in questo caso già problematiche, ad azioni violente.